# Коле Лонго (Кампобасо)
Коле Лонго је насеље у Италији у округу Кампобасо, региону Молизе.
Према процени из 2011. у насељу је живело 59 становника. Насеље се налази на надморској висини од 641 м.